# Monica Seles
Monica Seles (húngaro Szeles Mónika, serbio Моника Селеш / Monika Seleš; Novi Sad, Yugoslavia, 2 de diciembre de 1973) es una extenista serbia, nacionalizada estadounidense y húngara, que llegó a ocupar el número 1 del ranking WTA, actualmente miembro del Salón de la Fama del Tenis Internacional. En su carrera logró nueve títulos de Grand Slams, ocho de ellos antes de cumplir los 20 años. Fue campeona del Abierto de Australia, en cuatro ocasiones (1991, 1992, 1993, 1996), del torneo de Roland Garros en tres ocasiones (1990, 1991, 1992) y del Abierto de los Estados Unidos en 2 ocasiones (1991, 1992). También conquistó el torneo WTA Tour Championships en tres ocasiones (1990, 1991, 1992).
Su éxito a edad tan temprana, así como su estilo de juego imponente, la apuntaba a ser la tenista más ganadora de la historia, sin embargo, el 30 de abril de 1993, durante la celebración de los cuartos de final de la Citicen Cup en la pista de tenis del Am Rothenbaum, en Hamburgo, Alemania, sufrió un ataque por parte de un obsesionado fan de Steffi Graf, quien la apuñaló por la espalda en pleno partido, dejándole una herida de 2 centímetros de profundidad, lo que la alejaría de las canchas por dos años. A pesar de lograr en su vuelta un nuevo título en el Abierto de Australia y lograr conquistar varios títulos, su juego no volvió a ser el mismo, puesto que el ataque le produjo severos daños psicológicos y la herida le quitó parte de la movilidad en ciertas áreas de su cuerpo. 
No pudo obtener el Grand Slam de carrera, ya que no logró ganar el campeonato de Wimbledon. Se la considera una de las mejores tenistas de la historia del tenis femenino, debido a su estilo de juego. Monica Seles es zurda y su drive y revés eran a dos manos.

## Biografía
Seles nació en Novi Sad - Yugoslavia (en la actual Serbia), en una familia de origen húngaro. Su padre Karolj Seles, caricaturista profesional y jugador aficionado, la introdujo desde niña en la práctica del tenis, donde destacó brillantemente, pero luego emigró hacia los Estados Unidos a temprana edad para hacerse profesional. 
En 1990 obtuvo su primer título de Grand Slam en Roland Garros, siendo la tenista más joven de la historia (16 años) en ganar el campeonato. En aquella final venció a la entonces n.º 1 del ranking, Steffi Graf. Ese mismo año logró además, el torneo WTA Tour Championships, derrotando a la argentina Gabriela Sabatini.
En 1991 y con 17 años de edad, se consagró como una estrella del tenis femenino, obteniendo tres de los cuatro torneos de Grand Slam: ganó el Abierto de Australia, Roland Garros, el Abierto de los Estados Unidos y el torneo WTA Tour Championships. Así logró además, el puesto n.º 1 del ranking, desbancando a Steffi Graf. No pudo jugar Wimbledon por lesión.
En 1992, volvió a consagrarse, repitiendo los tres títulos de Grand Slam y el torneo WTA ganados en el año anterior. Monica llegó además a la final de Wimbledon, por lo que hubiera sido la segunda tenista (después de Steffi Graf) en ganar los cuatro grandes torneos en un año calendario. 
En 1993 su éxito parecía seguir, cuando ganaba el Abierto de Australia por tercera vez consecutiva. Sin embargo, el 30 de abril de 1993, durante la celebración de los cuartos de final de la Citicen Cup en la pista de tenis del Am Rothenbaum, en Hamburgo, Alemania, en pleno partido, un espectador, fan obsesionado con Steffi Graf, agredió a Seles apuñalándola en la espalda, al querer que Steffi Graf recuperara el n.º 1 arrebatado por Seles. Monica tenía solo 19 años en ese entonces. El ataque provocó que se reforzaran las medidas de seguridad. Günter Parche, el agresor, argumentó haber cometido el acto para que Graf recuperara el número 1 del ranking, puesto que no aguantó verla tan triste en la final perdida en Australia. Günter Parche también era un racista que odiaba a los serbios.
Steffi visitó a Monica en el hospital, pero no hizo comentarios acerca del incidente, que mantuvo a Seles retirada de las canchas durante 28 meses. Parche fue acusado tras el incidente, pero no fue encarcelado por incapacidad psíquica y fue sentenciado a libertad condicional y dos años de tratamiento psicológico. A causa de este ataque, Seles no volvió a jugar nunca más en Alemania. Según sus palabras, «lo que parece es que la gente ha olvidado que ese hombre me atacó intencionadamente y que no ha recibido ningún castigo... No me sentiría segura volviendo. No creo que vuelva».
Al volver al circuito de tenis en 1995, Seles ganó en el campeonato en que se estrenó, el Abierto Canadiense. Ese mismo año, Seles y Graf se vieron las caras nuevamente en la final del Abierto de los Estados Unidos: Seles perdió el partido por 7-6, 0-6, 6-3.
El año 1996 tuvo un buen comienzo para Seles, conquistando el título en el Abierto de Australia por cuarta vez, derrotando a Anke Huber en la final con un resultado de 6-4, 6-1. Fue el último de los grandes que Seles ganó, aunque logró en el mismo año llegar a la final del Abierto estadounidense y en 1998 a la final de Roland Garros.
A pesar de estos buenos resultados, el juego de Seles no parecía ser ni tan sólido ni regular como el de sus comienzos. La jugadora luchaba por mantener la forma y recuperar la movilidad perdida. Además, Seles hubo de participar en la lucha de su padre y entrenador Karolj Seles (1934-1998) contra el cáncer, enfermedad de la que murió pocas semanas antes de la final del Abierto de Roland Garros de 1998, la cual perdió contra Arantxa Sánchez Vicario.
A pesar de no ser la jugadora con más títulos de Grand Slam, se la considera como una de las tenistas más grandes de todos los tiempos, ya que cambió el estilo de jugar en el tenis femenino, añadiéndole más potencia. 
Después de obtener la ciudadanía estadounidense, Seles ayudó al equipo de dicho país para que ganara la Fed Cup los años 1996 y 2000. También ganó la medalla de bronce en los Juegos Olímpicos del año 2000 en Sídney, Australia.
En 2003, durante la disputa del Abierto de Australia, Seles sufrió una lesión en un pie que la dejó fuera del circuito. Desde entonces, no volvió a jugar un partido oficial.
En febrero de 2005, Seles jugó dos partidos de exhibición en Nueva Zelanda contra la leyenda del tenis femenino Martina Navratilova.
El 15 de febrero de 2008, anunció su retirada definitiva de las pistas.

## Finales individuales del Grand Slam

### Títulos (9)
| Año  | Torneo               | Contrincante            | Resultado      |
| 1990 | Roland Garros        | Steffi Graf             | 7-6(6), 6-4    |
| 1991 | Abierto de Australia | Jana Novotná            | 5-7, 6-3, 6-1  |
| 1991 | Roland Garros        | Arantxa Sánchez Vicario | 6-3, 6-4       |
| 1991 | Abierto de EE. UU.   | Martina Navratilova     | 7-6(1), 6-1    |
| 1992 | Abierto de Australia | Mary Joe Fernández      | 6-2, 6-3       |
| 1992 | Roland Garros        | Steffi Graf             | 6-2, 3-6, 10-8 |
| 1992 | Abierto de EE. UU.   | Arantxa Sánchez Vicario | 6-3, 6-3       |
| 1993 | Abierto de Australia | Steffi Graf             | 4-6, 6-3, 6-2  |
| 1996 | Abierto de Australia | Anke Huber              | 6-4, 6-1       |

### Finales (4)
| Año  | Torneo             | Contrincante            | Resultado        |
| 1992 | Wimbledon          | Steffi Graf             | 2-6, 1-6         |
| 1995 | Abierto de EE. UU. | Steffi Graf             | 6-7(6), 6-0, 3-6 |
| 1996 | Abierto de EE. UU. | Steffi Graf             | 5-7, 4-6         |
| 1998 | Roland Garros      | Arantxa Sánchez Vicario | 6-7(5), 6-0, 2-6 |

## Títulos (59)

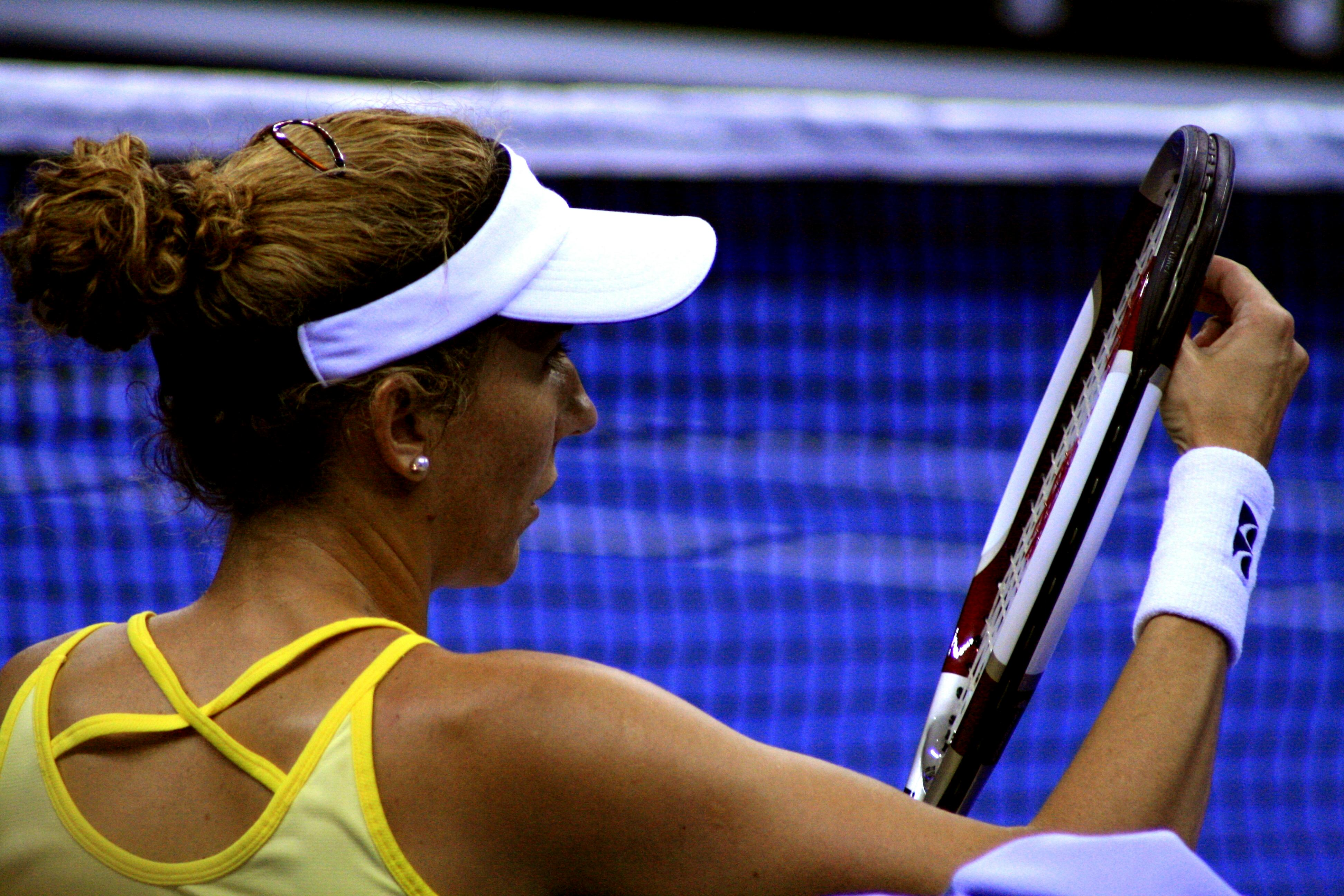
Monica Seles en 2007.

### Individuales (53)
| Leyenda               |
| Grand Slam (9)        |
| WTA Championships (3) |
| Tier I (9)            |
| WTA Tour (32)         |

| Títulos por superficie |
| Dura (28)              |
| Tierra batida (14)     |
| Hierba (1)             |
| Moqueta (10)           |

| N.º | Fecha                    | Torneo                 | Superficie    | Contrincante            | Resultado               |
| 1.  | 30 de abril de 1989      | Houston                | Tierra batida | Chris Evert             | 3-6, 6-1, 6-4           |
| 2.  | 25 de marzo de 1990      | Miami                  | Dura          | Judith Wiesner          | 6-1, 6-2                |
| 3.  | 1 de abril de 1990       | San Antonio            | Dura          | Manuela Maleeva         | 6-4, 6-3                |
| 4.  | 22 de abril de 1990      | Tampa                  | Tierra batida | Katerina Maleeva        | 6-1, 6-0                |
| 5.  | 31 de mayo de 1990       | Roma                   | Tierra batida | Martina Navratilova     | 6-1, 6-1                |
| 6.  | 20 de mayo de 1990       | Berlín                 | Tierra batida | Steffi Graf             | 6-4, 6-3                |
| 7.  | 10 de junio de 1990      | Roland Garros          | Tierra batida | Steffi Graf             | 7-6(6), 6-4             |
| 8.  | 19 de agosto de 1990     | Los Ángeles            | Dura          | Martina Navratilova     | 6-4, 3-6, 7-6(6)        |
| 9.  | 4 de noviembre de 1990   | Oakland                | Moqueta       | Martina Navratilova     | 6-3, 7-6(5)             |
| 10. | 18 de noviembre de 1990  | WTA Tour Championships | Moqueta       | Gabriela Sabatini       | 6-4, 5-7, 3-6, 6-4, 6-2 |
| 11. | 27 de enero de 1991      | Abierto de Australia   | Dura          | Jana Novotná            | 5-7, 6-3, 6-1           |
| 12. | 24 de marzo de 1991      | Miami                  | Dura          | Gabriela Sabatini       | 6-3, 7-5                |
| 13. | 21 de abril de 1991      | Houston                | Tierra batida | Mary Joe Fernández      | 6-4, 6-3                |
| 14. | 9 de junio de 1991       | Roland Garros          | Tierra batida | Arantxa Sánchez Vicario | 6-3, 6-4                |
| 15. | 18 de agosto de 1991     | Los Ángeles            | Dura          | Kimiko Date             | 6-3, 6-1                |
| 16. | 8 de septiembre de 1991  | US Open                | Dura          | Martina Navratilova     | 7-6(1), 6-1             |
| 17. | 22 de septiembre de 1991 | Tokio                  | Dura          | Mary Joe Fernández      | 6-1, 6-1                |
| 18. | 6 de octubre de 1991     | Milán                  | Moqueta       | Martina Navratilova     | 6-3, 3-6, 6-4           |
| 19. | 17 de noviembre de 1991  | Filadelfia             | Moqueta       | Jennifer Capriati       | 7-5, 6-1                |
| 20. | 24 de noviembre de 1991  | WTA Tour Championships | Moqueta       | Martina Navratilova     | 6-4, 3-6, 7-5, 6-0      |
| 21. | 26 de enero de 1992      | Abierto de Australia   | Dura          | Mary Joe Fernández      | 6-2, 6-3                |
| 22. | 9 de febrero de 1992     | Essen                  | Moqueta       | Mary Joe Fernández      | 6-0, 6-3                |
| 23. | 1 de marzo de 1992       | Indian Wells           | Dura          | Conchita Martínez       | 6-3, 6-1                |
| 24. | 19 de abril de 1992      | Houston                | Tierra batida | Zina Garrison Jackson   | 6-1, 6-1                |
| 25. | 26 de abril de 1992      | Barcelona              | Tierra batida | Arantxa Sánchez Vicario | 3-6, 6-2, 6-3           |
| 26. | 7 de junio de 1992       | Roland Garros          | Tierra batida | Steffi Graf             | 6-2, 3-6, 10-8          |
| 27. | 13 de septiembre de 1992 | US Open                | Dura          | Arantxa Sánchez Vicario | 6-3, 6-3                |
| 28. | 27 de septiembre de 1992 | Tokio                  | Moqueta       | Gabriela Sabatini       | 6-2, 6-0                |
| 29. | 8 de noviembre de 1992   | Oakland                | Moqueta       | Martina Navratilova     | 6-3 6-4                 |
| 30. | 22 de noviembre de 1992  | WTA Tour Championships | Moqueta       | Martina Navratilova     | 7-5, 6-3, 6-1           |
| 31. | 31 de enero de 1993      | Abierto de Australia   | Dura          | Steffi Graf             | 4-6, 6-3, 6-2           |
| 32. | 14 de febrero de 1993    | Chicago                | Moqueta       | Martina Navratilova     | 3-6, 6-2, 6-1           |
| 33. | 20 de agosto de 1995     | Montreal               | Dura          | Amanda Coetzer          | 6-0, 6-1                |
| 34. | 14 de enero de 1996      | Sídney                 | Dura          | Lindsay Davenport       | 4-6 7-6(7) 6-3          |
| 35. | 28 de enero de 1996      | Abierto de Australia   | Dura          | Anke Huber              | 6-4, 6-1                |
| 36. | 23 de junio de 1996      | Eastbourne             | Hierba        | Mary Joe Fernández      | 6-0, 6-2                |
| 37. | 11 de agosto de 1996     | Toronto                | Dura          | Arantxa Sánchez Vicario | 6-1, 7-6(2)             |
| 38. | 22 de septiembre de 1996 | Tokio                  | Dura          | Arantxa Sánchez Vicario | 6-1, 6-4                |
| 39. | 10 de agosto de 1997     | Los Ángeles            | Dura          | Lindsay Davenport       | 5-7, 7-5, 6-4           |
| 40. | 17 de agosto de 1997     | Montreal               | Dura          | Anke Huber              | 6-2, 6-4                |
| 41. | 21 de septiembre de 1997 | Tokio                  | Dura          | Arantxa Sánchez Vicario | 6-1, 3-6, 7-6(5)        |
| 42. | 23 de agosto de 1998     | Toronto                | Dura          | Arantxa Sánchez Vicario | 6-3, 6-2                |
| 43. | 27 de septiembre de 1998 | Tokio                  | Dura          | Arantxa Sánchez Vicario | 4-6, 6-3, 6-4           |
| 44. | 11 de abril de 1999      | Amelia Island          | Tierra batida | Ruxandra Dragomir       | 6-2, 6-3                |
| 45. | 27 de febrero de 2000    | Oklahoma City          | Dura          | Nathalie Dechy          | 6-1, 7-6(3)             |
| 46. | 16 de abril de 2000      | Amelia Island          | Tierra batida | Conchita Martínez       | 6-3, 6-2                |
| 47. | 21 de mayo de 2000       | Roma                   | Tierra batida | Amélie Mauresmo         | 6-2, 7-6(4)             |
| 48. | 25 de febrero de 2001    | Oklahoma City          | Dura          | Jennifer Capriati       | 6-3, 5-7, 6-2           |
| 49. | 16 de septiembre de 2001 | Bahía                  | Dura          | Jelena Dokić            | 6-3, 6-3                |
| 50. | 7 de octubre de 2001     | Tokio                  | Dura          | Tamarine Tanasugarn     | 6-3, 6-2                |
| 51. | 14 de octubre de 2001    | Shanghái               | Dura          | Nicole Pratt            | 6-2, 6-3                |
| 52. | 17 de febrero de 2002    | Doha                   | Dura          | Tamarine Tanasugarn     | 7-6(6), 6-3             |
| 53. | 25 de mayo de 2002       | Madrid                 | Tierra batida | Chanda Rubin            | 6-4, 6-2                |

### Dobles (6)
| N.º | Fecha                    | Torneo      | Superficie    | Compañera         | Contrincantes                              | Resultado   |
| 1.  | 13 de mayo de 1990       | Roma        | Tierra batida | Helen Kelesi      | Laura Garrone Laura Golarsa                | 6-3, 6-4    |
| 2.  | 31 de marzo de 1991      | San Antonio | Dura          | Patty Fendick     | Jill Hetherington Kathy Rinaldi Stunkel    | 7-6(2), 6-2 |
| 3.  | 12 de mayo de 1991       | Roma        | Tierra batida | Jennifer Capriati | Nicole Bradtke Elna Reinach                | 7-5, 6-2    |
| 4.  | 10 de mayo de 1992       | Roma        | Tierra batida | Helena Suková     | Katerina Maleeva Barbara Rittner           | 6-1, 6-2    |
| 5.  | 21 de septiembre de 1997 | Tokio       | Dura          | Ai Sugiyama       | Julie Halard-Decugis Chanda Rubin          | 6-1, 6-0    |
| 6.  | 27 de septiembre de 1998 | Tokio       | Dura          | Anna Kournikova   | Mary Joe Fernández Arantxa Sánchez Vicario | 6-4, 6-4    |

## Finales (35)

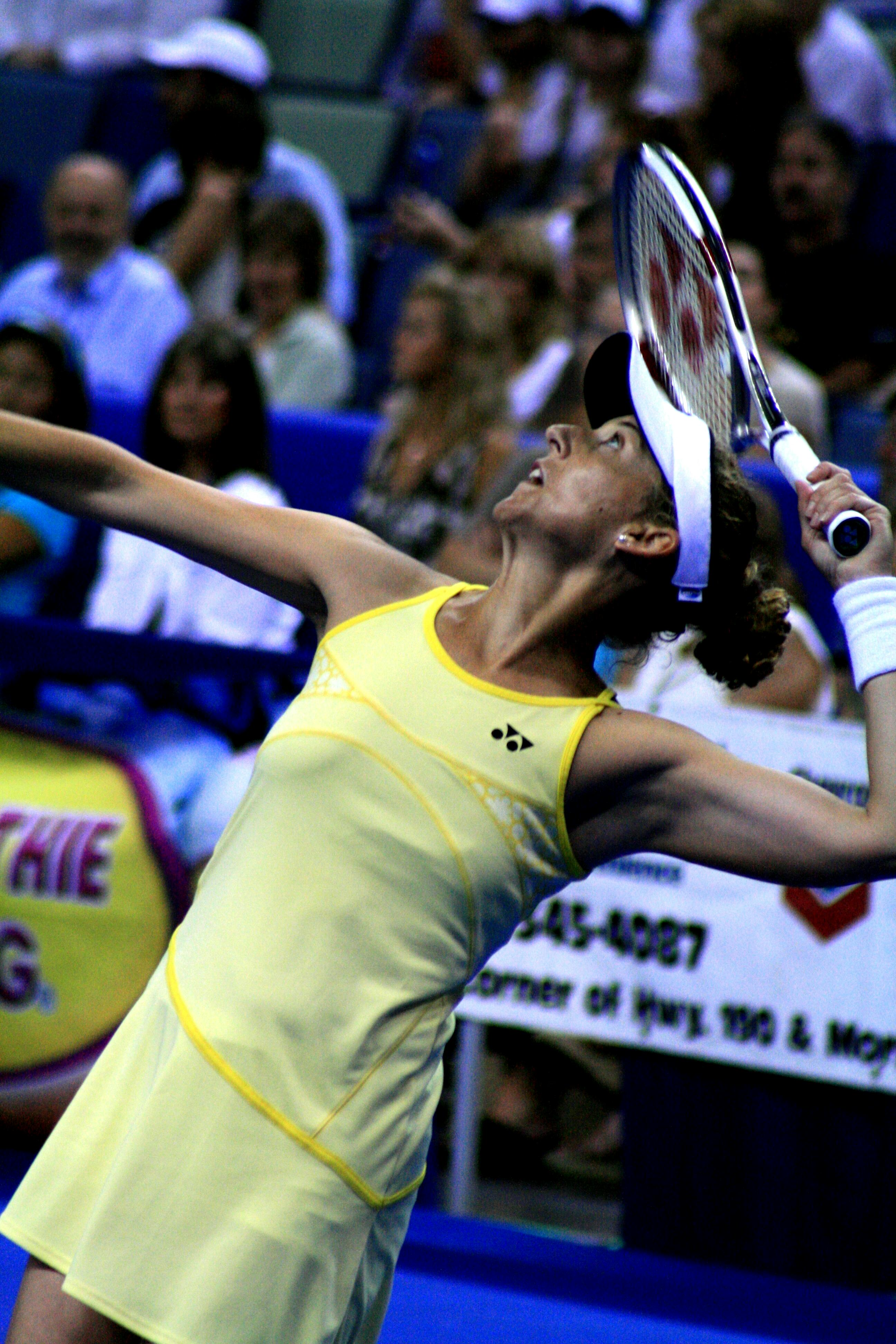
Seles en el Gran Premio de New Orleans de 2007.

### Individuales (32)
| - 1989: Dallas (pierde con Martina Navratilova 7-6, 6-3) - 1989: Brighton (pierde con Steffi Graf 7-5, 6-4) - 1991: Indian Wells (pierde con Martina Navratilova 6-2, 7-6) - 1991: San Antonio (pierde con Steffi Graf 6-4, 6-3) - 1991: Hamburgo (pierde con Steffi Graf 7-5, 6-7, 6-3) - 1991: Roma (pierde con Gabriela Sabatini 6-3, 6-2) - 1991: San Diego (pierde con Jennifer Capriati 4-6, 6-1, 7-6) - 1991: Oakland (pierde con Martina Navratilova 6-3, 3-6, 6-3) - 1992: Roma (pierde con Gabriela Sabatini 7-5, 6-4) - 1992: Wimbledon (pierde con Steffi Graf 6-2, 6-1) - 1992: Los Ángeles (pierde con Martina Navratilova 6-4, 6-2) - 1992: Toronto (pierde con Arantxa Sánchez Vicario 6-3, 4-6, 6-4) - 1993: París (pierde con Martina Navratilova 6-3, 4-6, 7-6) - 1995: US Open (pierde con Steffi Graf 7-6, 0-6, 6-3) - 1996: US Open (pierde con Steffi Graf 7-5, 6-4) - 1996: Oakland (pierde con Martina Hingis 6-2, 6-0) | - 1997: Miami (pierde con Martina Hingis 6-2, 6-1) - 1997: Charleston (pierde con Martina Hingis 3-6, 6-3, 7-6) - 1997: Madrid (pierde con Jana Novotná 7-5, 6-1) - 1997: San Diego (pierde con Martina Hingis 7-6, 6-4) - 1998: Roland Garros (pierde con Arantxa Sánchez Vicario 7-6, 0-6, 6-2) - 1998: Moscú (pierde con Mary Pierce 7-6, 6-3) - 1999: Montreal (pierde con Martina Hingis 6-4, 6-4) - 1999: Tokio (Princess Cup) (pierde con Lindsay Davenport 7-5, 7-6) - 2000: San Diego (pierde con Venus Williams 6-0, 6-7, 6-3) - 2000: New Haven (pierde con Venus Williams 6-2, 6-4) - 2000: WTA Tour Championships (pierde con Martina Hingis 6-7, 6-4, 6-4) - 2001: San Diego (pierde con Venus Williams 6-2, 6-3) - 2001: Los Ángeles (pierde con Lindsay Davenport 6-3, 7-5) - 2002: Tokio (pierde con Martina Hingis 7-6, 4-6, 6-3) - 2003: Tokio (pierde con Lindsay Davenport 6-7, 6-1, 6-2) - 2003: Dubái (pierde con Justine Henin 4-6, 7-6, 7-5) |

### Dobles (3)
| - 1997: Chicago (con Lindsay Davenport) (pierden con Alexandra Fusai y Nathalie Tauziat 6-3, 6-2) - 1998: Filadelfia (con Natasha Zvereva) (pierden con Elena Likhovtseva y Ai Sugiyama 7-5, 4-6, 6-2) - 1999: Miami (con Mary Joe Fernández) (pierden con Martina Hingis y Jana Novotná 0-6, 6-4, 7-6) |

### Clasificación en torneos del Gran Slam
| Torneo                 | 1988 | 1989 | 1990 | 1991 | 1992 | 1993 | 1994 | 1995 | 1996 | 1997 | 1998 | 1999 | 2000 | 2001 | 2002 | 2003 | Total V/D | Títulos |
| ---------------------- | ---- | ---- | ---- | ---- | ---- | ---- | ---- | ---- | ---- | ---- | ---- | ---- | ---- | ---- | ---- | ---- | --------- | ------- |
| Abierto de Australia   | A    | A    | A    | G    | G    | G    | A    | A    | G    | A    | A    | SF   | A    | CF   | SF   | 2r   | 43–4      | 4       |
| Roland Garros          | A    | SF   | G    | G    | G    | A    | A    | A    | CF   | SF   | F    | SF   | CF   | A    | CF   | 1r   | 54–8      | 3       |
| Wimbledon              | A    | 4r   | CF   | A    | F    | A    | A    | A    | 2r   | 3r   | CF   | 3r   | CF   | A    | CF   | A    | 30–9      | 0       |
| US Open                | A    | 4r   | 3r   | G    | G    | A    | A    | F    | F    | CF   | CF   | CF   | CF   | 4r   | CF   | A    | 53–10     | 2       |
| Títulos por año        | 0    | 0/3  | 1/4  | 3/4  | 3/4  | 1/4  | 0    | 0/1  | 1/4  | 0/3  | 0/3  | 0/4  | 0/3  | 0/2  | 0/4  | 0/2  |           |         |
| WTA Tour Championships | A    | CF   | G    | G    | G    | A    | A    | A    | 4r   | 4r   | CF   | A    | F    | A    | CF   | A    | 18–6      | 3       |